# Eriophorum pylaieanum
Eriophorum pylaieanum är en halvgräsart som beskrevs av Louis-Florent-Marcel Raymond. Eriophorum pylaieanum ingår i släktet ängsullssläktet, och familjen halvgräs. Inga underarter finns listade i Catalogue of Life.